# 福井県公安委員会
福井県公安委員会（ふくいけんこうあんいいんかい）は、福井県警察を管理するため福井県知事所轄の下に設置される行政委員会である。3人の委員で組織される。所在地は福井市大手三丁目17番1号である。

## 委員
- 委員長
  - 奥井隆
- 委員
  - 禿了修
  - 春木麻紀子

## 下部組織
- 福井県警察